# 左旋性大血管転位
左旋性大血管転位（させんせいだいけっかんてんい、英: levo-transposition of the great arteries）または修正大血管転位（しゅうせいだいけっかんてんい、英: congenitally corrected transposition of the great arteries, ccTGA）とは大血管転位の一つ。L型大血管転位とも言われる。

## 病態
発生期に本来d-loopで回旋するはずの心臓が、l-loopを生じることで起こる。血行動態は以下の通り。
- 大静脈 →　右心房 →　左心室 →　肺動脈 →　肺
- 肺 →　左心房 →　右心室 →　大動脈

ここでいう「左心室」と「右心室」は解剖学上の意味で、実際には本人から見て左心室が右（通常の右心室の位置）、右心室が左（通常の左心室の位置）にある。
このため、「大血管が転位」しているにもかかわらず、心房と心室のつながりが左右不一致なため循環が生理学的に「修正」されている。

## 臨床像
心臓の構造において左心室と右心室が逆である以外に、血行動態は同じであり、非チアノーゼ性心疾患。
小学校等において健康診断等で発見される場合も多い。
血行動態は正常なため、理論上はこの疾患自体による症状は見られないが、実際には心臓形成時にここまで大きな捻じれがある場合他の心奇形を合併するのが普通であり、80％が心室中隔欠損、肺動脈狭窄症、エプスタイン奇形（三尖弁が右心室側に落ち込んでいる閉鎖不全）、大動脈弁閉鎖不全などを伴い、同じく刺激伝導系に異常が起きて高確率で心臓の完全房室ブロックを起こす。合併奇形を伴わない場合でも（放置すると）40歳ぐらいまでは無症状だが、完全房室ブロック、右室機能低下、三尖弁閉鎖不全が次第に生じ60歳以上の生存が期待できない。
具体的な問題例では、15歳以上で三尖弁（通常と逆に患者から見て左側にある）逆流が48％、僧帽弁（患者から見て右）閉鎖不全が29％、房室ブロックが10～45％に合併していた。

## 治療
この症例そのものの血行動態は正常なため合併症によって症状や所見が異なり、経過観察と合併症に対する様々な治療が行われる。
自然予後においては特に解剖学的三尖弁（体心室側房室弁）閉鎖不全症と房室ブロックの発症が問題となり、以下のように対処される。
三尖弁閉鎖不全
（解剖的）右心室が体心室側になるとしばしば機能低下を生じることから弁に異常が起きる。
以前は人工弁置き換えが行われていたが、最近は解剖学的左心室側を体心室にする「ダブル・スイッチ手術」も行われる。
房室ブロック
房室伝導路が正常に比べて非常に長いことでブロックが起きやすくなるのでアダムス・ストークス発作をきたすような場合、ペースメーカー植込みを行う。
その他
心室中隔欠損には欠損孔閉鎖手術、肺動脈狭窄症にはラステリ―手術（左室心尖部から肺動脈への心外導管作成術）を行う。